# فينس غيليغان
فينس غيليغان (بالإنجليزية: Vince Gilligan) (مواليد 10 فبراير، 1967) هو كاتب ومخرج ومنتج. هو مؤلف مسلسل Breaking Bad، وشارك أيضاً في مسلسلات ناجحة أخرى مثل The X-Files بشكل رئيسي وThe Lone Gunmen. تخرج غيليغان من مدرسة تيش العليا للفنون التابعة لجامعة نيويورك.

## النشأة
ولد غيليغان في ريتشموند، فيرجينيا وتربى في فارمفيل ومقاطعة تشيسترفيلد. بعد ان تخرج من المدرسة الثانوية ذهب إلى جامعة نيويورك حيث حصل على درجة البكالوريوس في الفنون الجميلة للإنتاج السينمائي من مدرسة تيش العليا للفنون التابعة للجامعة. في الفترة التي قضاها في الجامعة كتب غيليغان سيناريو لفيلم بعنوان Home Fries والذي تحول لاحقاً إلى فيلم من بطولة درو باريمور ولوك ويلسن.

## مسيرته المهنية

### The X-Files
جاء نجاح غيليغان الكبير بعد انضمامه إلى مسلسل The X-Files التابع لشبكة فوكس التلفزيونية. كان غيليغان من المعجبين بالمسلسل حيث قدم للشبكة سيناريو فتم تحويله إلى حلقة في الموسم الثاني للمسلسل. بعد ذلك كتب غيليغان أكثر من 26 حلقة بالأضافة لكونه منتج تنفيذي مشارك لـ 44 حلقة، منتج منفذ لـ 40 حلقة، منتج مشارك لـ 24 حلقة، ومنتج مشرف لـ 20 حلقة.

### Breaking Bad
يعرف غيليغان لتأليف، كتابة، إنتاج، واخراج مسلسل Breaking Bad. ترشح في 2008 لجائزة الإيمي عن فئة (أبرز إخراج في مسلسل درامي) لأخراجه الحلقة الاولى للمسلسل. وترشح أيضاً في 2022 لنفس الفئة أيضاً عن حلقة Face Off.

### مسلسلات في مرحلة الإنتاج
في سبتمبر 2013 قامت Sony Pictures Television بالأعلان رسمياً عن إتفاق مع شبكة AMC من أجل إنتاج مسلسل مشتق من Breakin Bad بعنوان Better Call Saul، يركز على شخصية (سول غودمان) قبل أن يصبح محامي والتر. لاحقاً من نفس الشهر، أعلنت Sony عن إبرام إتفاق مع شبكة CBS من أجل إنتاج مسلسل تلفزيوني جديد من تأليف غيليغان بعنوان،Battle Creek والمتوقع عرضه في خريف 2014. مسلسل مبني على نص كان غيليغان قد كتبه منذ 10 سنوات. طلبت CBS ثلاثة عشر حلقة من المسلسل.

## الجوائز والترشيحات

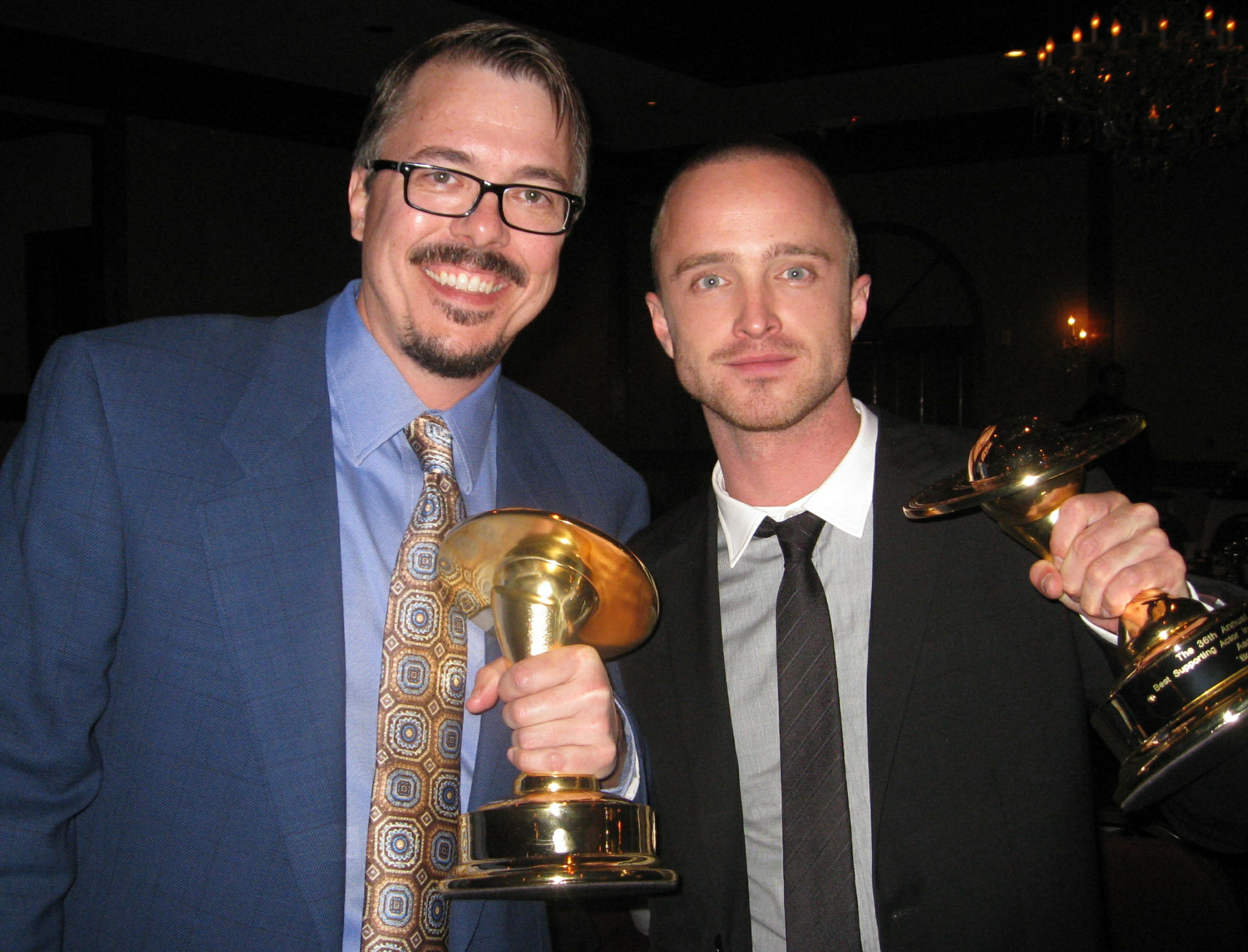
بول وغيليغان في حفل توزيع جوائز جوائز زحل في 2010

| السنة | الجائزة                                       | الفئة                    | العمل        | النتيجة |
| ----- | --------------------------------------------- | ------------------------ | ------------ | ------- |
| 1997  | جائزة الإيمي                                  | أفضل مسلسل درامي         | The X Files  | رُشِّح     |
| 1997  | جائزة الإيمي                                  | أفضل كتابة لمسلسل درامي  | The X Files  | رُشِّح     |
| 1998  | جائزة الإيمي                                  | أفضل مسلسل درامي         | The X Files  | رُشِّح     |
| 1998  | جائزة الإيمي                                  | أفضل كتابة لمسلسل درامي  | The X Files  | رُشِّح     |
| 2008  | جائزة الإيمي                                  | أفضل إخراج - مسلسل درامي | Breaking Bad | رُشِّح     |
| 2009  | جائزة نقابة الكتاب الأمريكية                  | أفضل مسلسل جديد          | Breaking Bad | رُشِّح     |
| 2009  | جائزة نقابة الكتاب الأمريكية                  | أفضل حلقة درامية         | Breaking Bad | فوز     |
| 2009  | جائزة الإيمي                                  | أفضل مسلسل درامي         | Breaking Bad | رُشِّح     |
| 2010  | جائزة نقابة المنتجين الأمريكية                | أفضل مسلسل درامي         | Breaking Bad | رُشِّح     |
| 2010  | جائزة نقابة الكتاب الأمريكية                  | أفضل مسلسل درامي         | Breaking Bad | رُشِّح     |
| 2010  | جائزة الإيمي                                  | أفضل مسلسل درامي         | Breaking Bad | رُشِّح     |
| 2011  | جائزة نقابة المنتجين الأمريكية                | أفضل مسلسل درامي         | Breaking Bad | رُشِّح     |
| 2011  | جائزة نقابة الكتاب الأمريكية                  | أفضل مسلسل درامي         | Breaking Bad | رُشِّح     |
| 2012  | جائزة اختيار النقاد للتلفزيون                 | أفضل مسلسل درامي         | Breaking Bad | فوز     |
| 2012  | جائزة نقابة الكتاب الأمريكية                  | أفضل حلقة درامية         | Breaking Bad | فوز     |
| 2012  | جائزة نقابة الكتاب الأمريكية                  | أفضل مسلسل درامي         | Breaking Bad | فوز     |
| 2012  | جائزة نقابة المخرجين الأمريكية                | أفضل إخراج - مسلسل درامي | Breaking Bad | رُشِّح     |
| 2012  | جائزة الإيمي                                  | أفضل مسلسل درامي         | Breaking Bad | رُشِّح     |
| 2012  | جائزة الإيمي                                  | أفضل إخراج - مسلسل درامي | Breaking Bad | رُشِّح     |
| 2013  | جائزة اختيار النقاد للتلفزيون                 | أفضل مسلسل درامي         | Breaking Bad | فوز     |
| 2013  | جائزة نقابة المنتجين الأمريكية                | أفضل مسلسل درامي         | Breaking Bad | رُشِّح     |
| 2013  | جائزة نقابة الكتاب الأمريكية                  | أفضل مسلسل درامي         | Breaking Bad | فوز     |
| 2013  | جائزة الإيمي                                  | أفضل مسلسل درامي         | Breaking Bad | فوز     |
| 2014  | جائزة نقابة المخرجين الأمريكية                | أفضل إخراج - مسلسل درامي | Breaking Bad | فوز     |
| 2014  | جائزة نقابة الكتاب الأمريكية                  | أفضل مسلسل درامي         | Breaking Bad | فوز     |
| 2014  | جائزة نقابة المنتجين الأمريكية                | أفضل مسلسل درامي         | Breaking Bad | فوز     |
| 2014  | الأكاديمية البريطانية لفنون الفيلم والتلفزيون | أفضل مسلسل عالمي         | Breaking Bad | فوز     |
| 2014  | جائزة اختيار النقاد للتلفزيون                 | أفضل مسلسل درامي         | Breaking Bad | فوز     |
| 2014  | جائزة الإيمي                                  | أفضل مسلسل درامي         | Breaking Bad | فوز     |
| 2014  | جائزة الإيمي                                  | أفضل إخراج - مسلسل درامي | Breaking Bad | رُشِّح     |
| 2014  | جائزة الإيمي                                  | أفضل كتابة لمسلسل درامي  | Breaking Bad | رُشِّح     |

## وصلات خارجية
- فينس غيليغان على موقع IMDb (الإنجليزية)
- فينس غيليغان على موقع روتن توميتوز (الإنجليزية)
- فينس غيليغان على موقع مونزينجر (الألمانية)
- فينس غيليغان على موقع ألو سيني (الفرنسية)
- فينس غيليغان على موقع تيرنر كلاسيك موفيز (الإنجليزية)
- فينس غيليغان على موقع أول موفي (الإنجليزية)
- فينس غيليغان على موقع قاعدة بيانات الأفلام السويدية (السويدية)
- فينس غيليغان على موقع ديسكوغز (الإنجليزية)
- فينس غيليغان على موقع قاعدة بيانات الفيلم (الإنجليزية)
- فينس غيليغان على موقع كينوبويسك (الروسية)
- فينس غيليغان على Amctv.com